# Лос Симијентос, Лос Симијентос де Ескивел (Петатлан)
Лос Симијентос, Лос Симијентос де Ескивел (шп. Los Cimientos, Los Cimientos de Esquivel) насеље је у Мексику у савезној држави Гереро у општини Петатлан. Насеље се налази на надморској висини од 628 м.

## Становништво
Према подацима из 2010. године у насељу је живело 8 становника.

### Хронологија
| Година       | 2000        | 2005        | 2010 |
| ------------ | ----------- | ----------- | ---- |
| Становништво | 19 (9 / 10) | 21 (12 / 9) | 8    |

### Попис
| # | Индикатор                     | Вредност |
| - | ----------------------------- | -------- |
| 1 | Укупно домаћинстава           | 2        |
| 2 | Укупно насељених домаћинстава | 1        |
| 3 | Величина локације             | 1        |